# بارد وسخون
بارد وسخون هي أغنية مغربية أداها الفنان محمد الحياني سنة 1972، كتبها علي الحداني، ولحنها حسن القدميري، وهي أكثر أغاني الحياني شهرة وانتشار، حيث تعتبر أفضل ما أنتجته ثلاثية الحياني والحداني والقدميري التي أبدعت الكثير من الروائع الغنائية الكلاسيكية المغربية. كما أنها كانت من الأغاني المفضلة لدى الملك المغربي الراحل الحسن الثاني.

## الخلفية
شكلت الأغنية نقلة نوعية في مسار الحياني الغنائي، وكانت أغنية مثيرة للجدل بكلماتها «المستفزة» لدرجة أن لجنة الكلمات بالإذاعة الوطنية رفضتها لأول وهلة، وتمكن القدميري، بصعوبة بالغة، من إقناع أعضاء اللجنة بقبولها، فضلا عن أن اللحن تضمن تركيبًا لحنيًا أبدع فيه القدميري إلى حد كبير، إذ تضمنت الأغنية توليفة بديعة بين مقاطع غربية ونغمات العيطة، كما تم فيها، لأول مرة في الأغنية المغربية، توظيف آلات موسيقية مثل الغيتار الكهربائي والأورغ. 

## موضوع الأغنية
تتناول الأغنية موضوع الحب بتقلباته، حيث تصف المشاعر المتناقضة بين البرودة والحرارة في العلاقة العاطفية. تُعبّر الكلمات عن الانجذاب والتعلق بالحبيب، وتصف جاذبيته وعينيه الساحرتين وضحكته التي تجمع بين الشمس والظل. كما تعكس الأغنية المشاعر المتأرجحة بين الخوف والشوق، والرغبة في رؤية الحبيب والابتعاد عن الخطر. تنتهي بالتعبير عن الرغبة في الاستسلام للمشاعر وتجربة الحب بكل ما يتضمنه من تحديات وأحاسيس. 

## كلمات الأغنية
بارد وسخون يا هوى..بارد وسخون
تحاميتو فيا بزوج..أنتَ وأسمر اللون
أنتَ وأسمر اللون
بارد وسخون يا هوى..بارد وسخون
تحاميتو فيا بزوج..أنتَ وأسمر اللون
أنتَ وأسمر اللون
هوى يا هوى هاد النار
قوية مجهدة هاد النار
قوية مجهدة
لا تبطر بيا وبلاتي
نوالف بعدا وبلاتي
نوالف بعدا
خلّي شواقي مرة تحمى ومرة تهبّ عليَّ نسمة
وإيلا سهرتني بالليل..جود فنهاري بالرحمة
وإيلا سهرتني بالليل..جود فنهاري بالرحمة
بارد وسخون يا هوى
يا هوى بارد وسخون

هوى يا هوى هاد النار
قوية مجهدة هاد النار
قوية مجهدة
لا تبطر بيا وبلاتي
نوالف بعدا وبلاتي
نوالف بعدا
خلّي شواقي مرة تحمى ومرة تهبّ عليَّ نسمة
وإيلا سهرتني بالليل..جود فنهاري بالرحمة
وإيلا سهرتني بالليل..جود فنهاري بالرحمة
بارد وسخون يا هوى
يا هوى بارد وسخون
السالف سالف يا قلبي..ظاهر فوضوي خطير
ظاهر فوضوي خطير
مواجو سحّارة يا قلبي..كيَلعب فالهوى ويطير
كيَلعب فالهوى ويطير
وعيون جذابة يا قلبي
ربيعها أخضر يغني
ما رفقت بيا يا قلبي
داتني بلا ما تسألني

وليلي ليلي يا هوى
فتنهيدة تابعا تنهيدة
ها دمعة من عيني سالت
ها دمعة فالعين جديدة
ونهاري..نهاري يا هوى صابغه
الحيرة باللون صابغه..الحيرة باللون
وبارد وسخون..وبارد وسخون
هوى يا هوى هاد النار قوية مجهدة هاد النار قوية مجهدة لا تبطر بيا وبلاتي نوالف بعدا وبلاتي نوالف بعدا خلّي شواقي مرة تحمى ومرة تهبّ عليَّ نسمة وإيلا سهرتني بالليل..جود فنهاري بالرحمة وإيلا سهرتني بالليل..جود فنهاري بالرحمة بارد وسخون يا هوى يا هوى بارد وسخون
بغيت نشوف وغير نشوف
أههها وَحياني
بغيت نشوف وغير نشوف
أههها وَحياني
بغيت نشوف
لالالالالا
وغير نشوف
لالالالالا
بغيت نشوف وغير نشوف
لكن الخوف قالي عنداك
خليك بعيد..إياك تزيد
أههها وَحياني
خليك بعيد..إياك تزيد
أههها وَحياني
خليك بعيد
لالالالالا
إياك تزيد
لالالالالا
خليك بعيد..إياك تزيد
راه الخطر قريب حداك
هزيت عيني سرقت شويفة
شويفة هادئة ولطيفة
ولقيت ضحكة كتهبل
فيها شمس وفيها ظل
ولقيت ضحكة كتهبل
فيها شمس وفيها ظل
وإيلا هزّ عيونو فيا الحفيظ الله مشاو بيا
الحفيظ الله مشاو بيا
طاروا بيا..علا ولفوق..نزلوني لبحور الشوق
طاروا بيا..علا ولفوق..نزلوني لبحور الشوق
ما فاتني غير نسلّم أمري
ونقاسي ونجرب وندوق
ونقاسي ونجرب وندوق
هوى يا هوى هاد النار
قوية مجهدة هاد النار
قوية مجهدة
لا تبطر بيا وبلاتي
نوالف بعدا وبلاتي
نوالف بعدا

## نجاح الأغنية
حققت الأغنية نجاحًا كبيرًا، وساهمت في تعزيز شهرة محمد الحياني في الساحة الفنية المغربية، حيث أصبحت واحدة من أبرز الأغاني الرومانسية في تاريخ الموسيقى المغربية. تميّزت الأغنية بكلماتها العميقة التي صاغها الشاعر علي الحداني، وألحانها العذبة التي أبدعها الموسيقار حسن القدميري، ما جعلها تترك بصمة خالدة في وجدان الجمهور. كما لاقت انتشارًا واسعًا عبر الإذاعة والتلفزيون، ولا تزال تُردد حتى اليوم باعتبارها إحدى روائع الأغنية المغربية الخالدة.

## وصلات خارجية
- أغنية بارد سخون على منصة ديزر
- أغنية بارد وسخون على منصة سبوتيفاي